# جان هود
جان هود (بالفرنسية: Jean Houde)‏ هو راكب الكنو فرنسي، ولد في 11 سبتمبر 1939.

## وصلات خارجية
- جان هود على موقع أوليمبيديا (الإنجليزية)